# Prix national de portrait photographique Fernand-Dumeunier
Prix national de portrait photographique Fernand-Dumeunier (Národní cena portrétního fotografa Fernanda Dumeuniera nebo krátce Prix Dumeunier) je belgické národní portrétní ocenění (bienále nebo trienále) založené v roce 1971 Madame Dumeunierovou na památku jejího manžela Fernanda Dumeuniera.

## Historie
Fernand Dumeunier (1899, Bois-d'Haine - 1968, Brusel) byl bruselský  portrétní fotograf, který využíval tvůrčí potenciál rozostření, s obrazy manipuloval a usiloval o poetickou nostalgii. 
Hodnota výhry je 1.500 €. Je zaměřen na mladé belgické portrétní fotografy, kteří žijí v Belgii déle než rok a kterým je ke 31. prosinci roku slavnostního předávání cen méně než 40 let.
Cena je jednou z cen Prix du Hainaut, udělovanou akademií výtvarných umění Alphonse Darville, večerní školou pro "velmi různorodé publikum": mladistvé či dospělé, kteří se již zabývají profesním životem.

## Vítězové
- 1983 – Pierre Radisic
- 1992 – Thomas Chable
- 1993 – Marco Jacobs
- 2003 – ?
- 2004 – Chloé Houyoux-Pilar
- 2007 – Sophie Langohr